# Baksmälla (sång)
"Baksmälla" är en låt av den svenske rapparen Petter från hans andra samlingsalbum, Samlar ut den. Låten kom till av Petter och Septembers medverkan i succéprogrammet Så mycket bättre, som sändes under hösten 2010. Låten debuterade som nummer sju på Sverigetopplistan.

## Mottagande
Anders Dahlbom från Expressen skrev att låten är "en möjlig väg framåt, mot dansgolven och ett uppspeedat tempo." Han utsåg även låten till en av tre låtar att ladda ner. Göteborgs-Posten skrev att låten "räcker långt". Ralph Bretzer från Arbetarbladet utsåg den "hårdsvängande" låten till den bästa från Samlar ut den. Johannes Hedman från Corren kallade låten en "småfånig discodänga".

## Topplistor
| Topplista (2010–2011) | Högsta placering |
| --------------------- | ---------------- |
| Digilistan            | 3                |
| Sverigetopplistan     | 3                |

## Utgivningshistorik
| Land    | Datum            | Format              |
| ------- | ---------------- | ------------------- |
| Sverige | 8 december 2010  | Radiosingel         |
| Sverige | 13 december 2010 | Digital nedladdning |